# 富士の岩秀之
富士の岩 秀之（ふじのいわ ひでゆき、1958年7月18日 - ）は、九重部屋から井筒部屋、再度九重部屋に所属した元大相撲力士。本名は岩木 秀之（いわき ひでゆき）。福岡県柳川市出身。182cm・148kg。最高位は西十両13枚目。得意技は右四つ、寄り。
後述の通り、廃業時点では嵐富士 裕紀（あらしふじ ひろゆき）を名乗っていたが、本項では十両在位時に名乗っていた富士の岩に統一して記述する。

## 経歴
小学校では野球をやっており、ポジションは三塁手や二塁手を務めた。小学5年生からは柔道も始めた他、地元の相撲大会にも駆り出されて出場し、毎回のように優勝したと言う。神社の奉納相撲中学生の相撲大会で優勝した際に、有望な中学生2人の存在を耳にして同大会を訪れていた年寄九重（第41代横綱・千代の山）に素質を見出され、会って話していくうちに九重は岩木少年の非常に礼儀正しい点を一遍に気に入り、岩木少年も九重の熱心な勧誘を受けて中学校卒業直後に入門した。1974年3月場所に初土俵。部屋の横綱・北の富士の内弟子として入門した関係上、北の富士が1974年7月に引退し井筒部屋師匠となっていた間は同部屋に所属していた。1977年10月に九重（千代の山）が死去して、井筒（北の富士）が九重部屋を継承することに決まったため、逆さ合併の形で井筒部屋が消滅。同年11月場所以降は再度、九重部屋所属となる。1981年5月場所に十両昇進するも、5勝10敗と大敗し1場所で幕下陥落。以降は幕下に在位し、1982年11月場所では後の大関・霧島を破り6勝1敗の好成績を修め、8名トーナメント形式による幕下優勝決定戦に進出し、1回戦で元十両・榛名富士を破る健闘を見せたものの準決勝で大田村に破れ優勝を逃した（優勝は後の十両・市ノ渡）。しかし幕下上位で成績を修めることができず、関取の地位に戻ることなく、1986年3月場所に27歳で廃業。腎臓結石や裂傷など負傷や病気が多かったために休場が多く、出世が遅れた。廃業後は奈良県橿原市葛本町で「ちゃんこ富士の岩」を経営している。

## 主な成績
- 通算成績：261勝224敗27休 勝率.538
- 十両成績：5勝10敗 勝率.333
- 現役在位：73場所
- 十両在位：1場所

### 場所別成績
| | 一月場所 初場所（東京） | 三月場所 春場所（大阪） | 五月場所 夏場所（東京） | 七月場所 名古屋場所（愛知） | 九月場所 秋場所（東京） | 十一月場所 九州場所（福岡） |
| --- | ----------------------- | ----------------------- | ----------------------- | --------------------------- | ----------------------- | --------------------------- |
| 1974年 （昭和49年） | x                       | （前相撲）              | 西序ノ口7枚目 4–3       | 東序二段86枚目 2–5          | 西序二段105枚目 4–3     | 西序二段77枚目 5–2          |
| 1975年 （昭和50年） | 西序二段41枚目 3–4      | 東序二段53枚目 3–4      | 東序二段71枚目 6–1      | 西序二段13枚目 5–2          | 西三段目68枚目 1–5–1    | 東序二段18枚目 6–1          |
| 1976年 （昭和51年） | 東三段目44枚目 3–4      | 西三段目55枚目 3–4      | 西三段目68枚目 4–3      | 西三段目54枚目 5–2          | 東三段目29枚目 2–3–2    | 西三段目53枚目 6–1          |
| 1977年 （昭和52年） | 東三段目6枚目 5–2       | 東幕下40枚目 4–3        | 西幕下28枚目 2–5        | 西幕下48枚目 4–3            | 東幕下38枚目 4–3        | 西幕下29枚目 4–3            |
| 1978年 （昭和53年） | 東幕下24枚目 休場 0–0–7 | 西幕下58枚目 6–1        | 西幕下27枚目 2–2–3      | 西幕下45枚目 休場 0–0–7     | 西幕下45枚目 4–3        | 西幕下37枚目 4–3            |
| 1979年 （昭和54年） | 東幕下29枚目 4–3        | 東幕下22枚目 5–2        | 西幕下10枚目 2–5        | 西幕下25枚目 4–3            | 西幕下19枚目 1–6        | 西幕下45枚目 6–1            |
| 1980年 （昭和55年） | 西幕下18枚目 4–3        | 東幕下14枚目 3–4        | 東幕下22枚目 5–2        | 西幕下13枚目 5–2            | 東幕下7枚目 1–6         | 西幕下27枚目 6–1            |
| 1981年 （昭和56年） | 西幕下7枚目 5–2         | 東幕下3枚目 4–3         | 西十両13枚目 5–10       | 東幕下8枚目 2–5             | 西幕下23枚目 4–3        | 東幕下17枚目 2–5            |
| 1982年 （昭和57年） | 西幕下37枚目 5–2        | 東幕下22枚目 4–3        | 西幕下15枚目 3–4        | 西幕下24枚目 4–3            | 西幕下17枚目 3–4        | 西幕下26枚目 6–1            |
| 1983年 （昭和58年） | 西幕下9枚目 4–3         | 東幕下7枚目 3–4         | 西幕下14枚目 3–4        | 西幕下20枚目 3–4            | 西幕下27枚目 5–2        | 西幕下16枚目 4–3            |
| 1984年 （昭和59年） | 東幕下9枚目 4–3         | 東幕下6枚目 2–5         | 西幕下21枚目 4–3        | 西幕下14枚目 0–1–6          | 東幕下44枚目 4–3        | 東幕下32枚目 4–3            |
| 1985年 （昭和60年） | 西幕下21枚目 4–3        | 西幕下11枚目 4–3        | 西幕下8枚目 4–3         | 東幕下6枚目 4–2–1           | 東幕下4枚目 3–4         | 西幕下9枚目 3–4             |
| 1986年 （昭和61年） | 西幕下18枚目 2–5        | 西幕下40枚目 引退 3–4–0 | x                       | x                           | x                       | x                           |
| 各欄の数字は、「勝ち-負け-休場」を示す。 優勝 引退 休場 十両 幕下 三賞：敢=敢闘賞、殊=殊勲賞、技=技能賞 その他：★=金星 番付階級：幕内 - 十両 - 幕下 - 三段目 - 序二段 - 序ノ口 幕内序列：横綱 - 大関 - 関脇 - 小結 - 前頭（「#数字」は各位内の序列） |                         |                         |                         |                             |                         |                             |

## 改名歴
- 岩木（いわき）1974年3月場所
- 富士の岩（ふじのいわ）1974年5月場所 - 1975年9月場所
- 富士の巌（ふじのいわ）1975年11月場所 - 1978年7月場所
- 岩木（いわき）1978年9月場所 - 1978年11月場所
- 富士の岩 秀之（ふじのいわ ひでゆき）1979年1月場所 - 1984年3月場所
- 嵐富士 裕紀（あらしふじ ひろゆき）1984年5月場所 - 1986年3月場所